# Andrei-Ionuț Ursu
Andrei-Ionuț Ursu (művésznevén: WRS, Bodzavásár, 1993. január 16. –) román énekes, dalszerző és táncos. Ő képviseli Romániát a 2022-es Eurovíziós Dalfesztiválon, Torinóban a Llámame című dallal.

## Magánélete
Andrei Bodzavásáron született 1993. január 16-án. Tizenkét évesen kezdett el táncolni néptáncot, később táncosként helyezkedett el és olyan előadókkal dolgozott együtt, mint Inna, emellett neves televíziós műsorokban szerepelt, mint a Vocea României és a Românii au talent. 2015-ben a Shot együttes tagja lett. Két év után otthagyta a együttest és Londonba költözött.

## Pályafutása

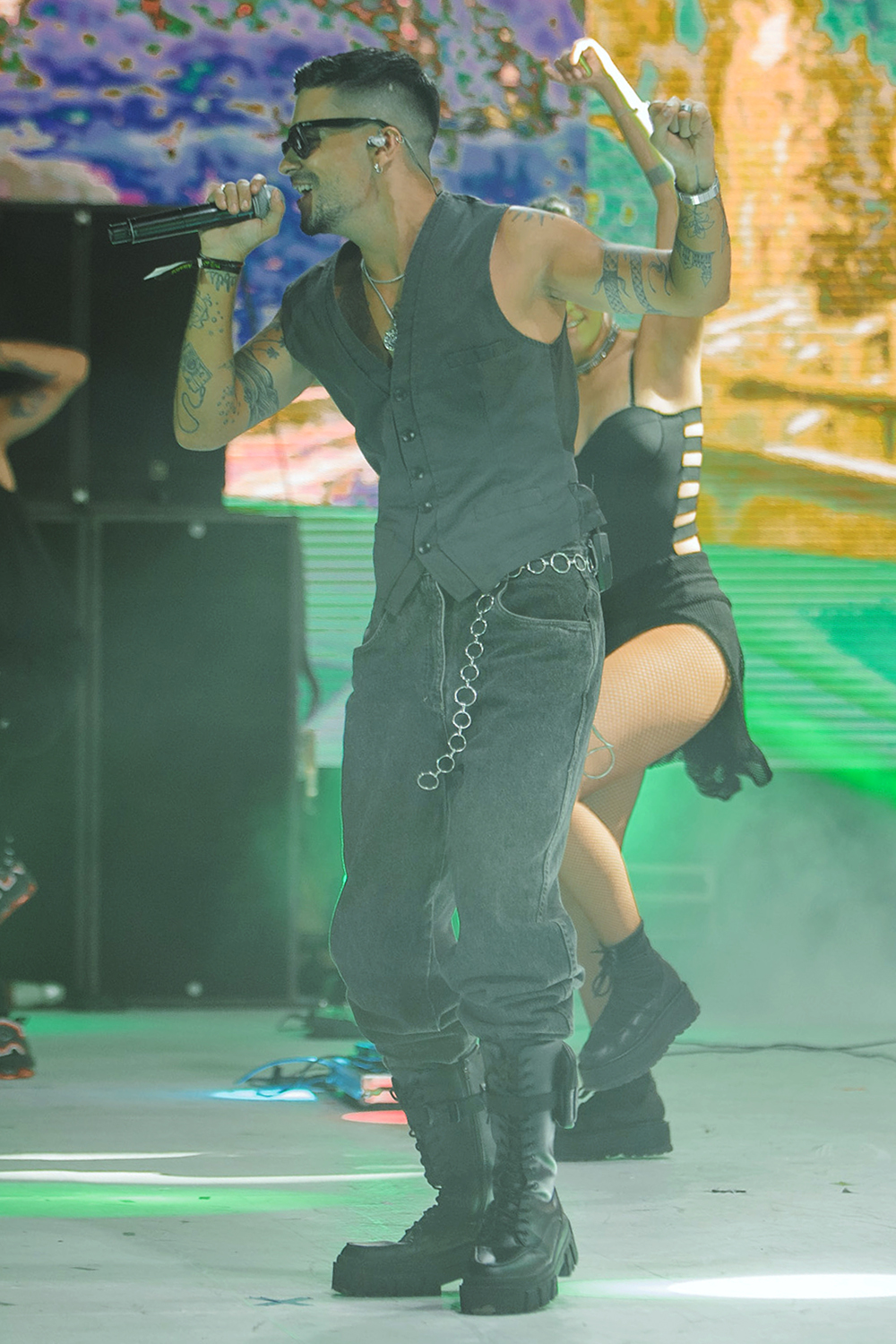
WRS 2021-ben egy zenei díjátadó eseményen

2020-ban kezdte pályafutását, miután szerződést kötött a Global Records lemezkiadóval. Első önálló dala, a Why ezután jelent meg, ami hamar milliós megtekintéseket ért el a YouTube-on.
2021. december 23-án vált hivatalossá, hogy az énekes Llámame című dala is bekerült a Selecția Națională elnevezésű román eurovíziós nemzeti válogató 2022-es mezőnyébe. A dal hivatalosan 2022. január 3-án jelent meg. A dalt az előválogatóból a zsűri juttatta tovább az elődöntőbe, ahonnan továbbjutott a döntőbe. A március 5-én rendezett döntőben az énekes dalát választották ki a nézők és a szakmai zsűri, amellyel képviseli Romániát a következő Eurovíziós Dalfesztiválon. A dalfesztivál előtt Barcelonában, Londonban, Tel-Avivban, Amszterdamban és Madridban eurovíziós rendezvényeken népszerűsíti versenydalát.
Az Eurovíziós Dalfesztiválon a dalt először a május 12-én rendezett második elődöntő második felében adja elő.

## Diszkográfia

### Stúdióalbumok
- Mandala (2022)

### Kislemezek
- Why (2020)
- No Weight (2020)
- Hadi (2020)
- La răsărit (2020)
- All Alone (2020)
- Tsunami (2021)
- La Luna (2022)
- Dalia (2022)
- Don't Rush (2022)
- Llámame (2022)
- Lily (2022)

### Közreműködések
- Amore (İlkan Günüç, 2021)
- Maui (Killa Fonic, 2021)
- Leah (Iraida, 2021)